# Momalle
Momalle (Waals: Moumåle) is een plaats en deelgemeente van de Belgische gemeente Remicourt. Momalle ligt in de provincie Luik en was tot 1 januari 1977 een zelfstandige gemeente. Momelette is een gehucht van Momalle dat tijdens het ancien régime een eigen heerlijkheid was.

## Bezienswaardigheden
- De Onze-Lieve-Vrouwekerk (Église Notre-Dame) heeft een oorspronkelijk romaanse westtoren, gewijzigd in 1580 en 1734, met een gedraaide torenspits. Schip en koor zijn 16e-eeuws. In 1898 werden ook zijbeuken, een ingangsportaal en een sacristie toegevoegd.
- De Onze-Lieve-Vrouw van de Boomkapel (Chapelle Notre-Dame de l'Arbre) werd gesticht in 1645 vanuit de Abdij van Val-Saint-Lambert. De kapel heeft een altaar van omstreeks 1662.
- De Moulin de Momalle is een windmolenrestant van 1850 en was tot 1937 in bedrijf. Na de Tweede Wereldoorlog werd het wiekenkruis verwijderd en in 1993 werd hij ingericht als woning.

## Natuur en landschap
De hoogte aan de kerk bedraagt 141 meter.

## Demografische ontwikkeling
- Bronnen:NIS, Opm:1831 tot en met 1970=volkstellingen, 1976= inwoneraantal op 31 december

### Geboren in Momalle
- Jean Brankart (1930-2020), wielrenner

### Galerie

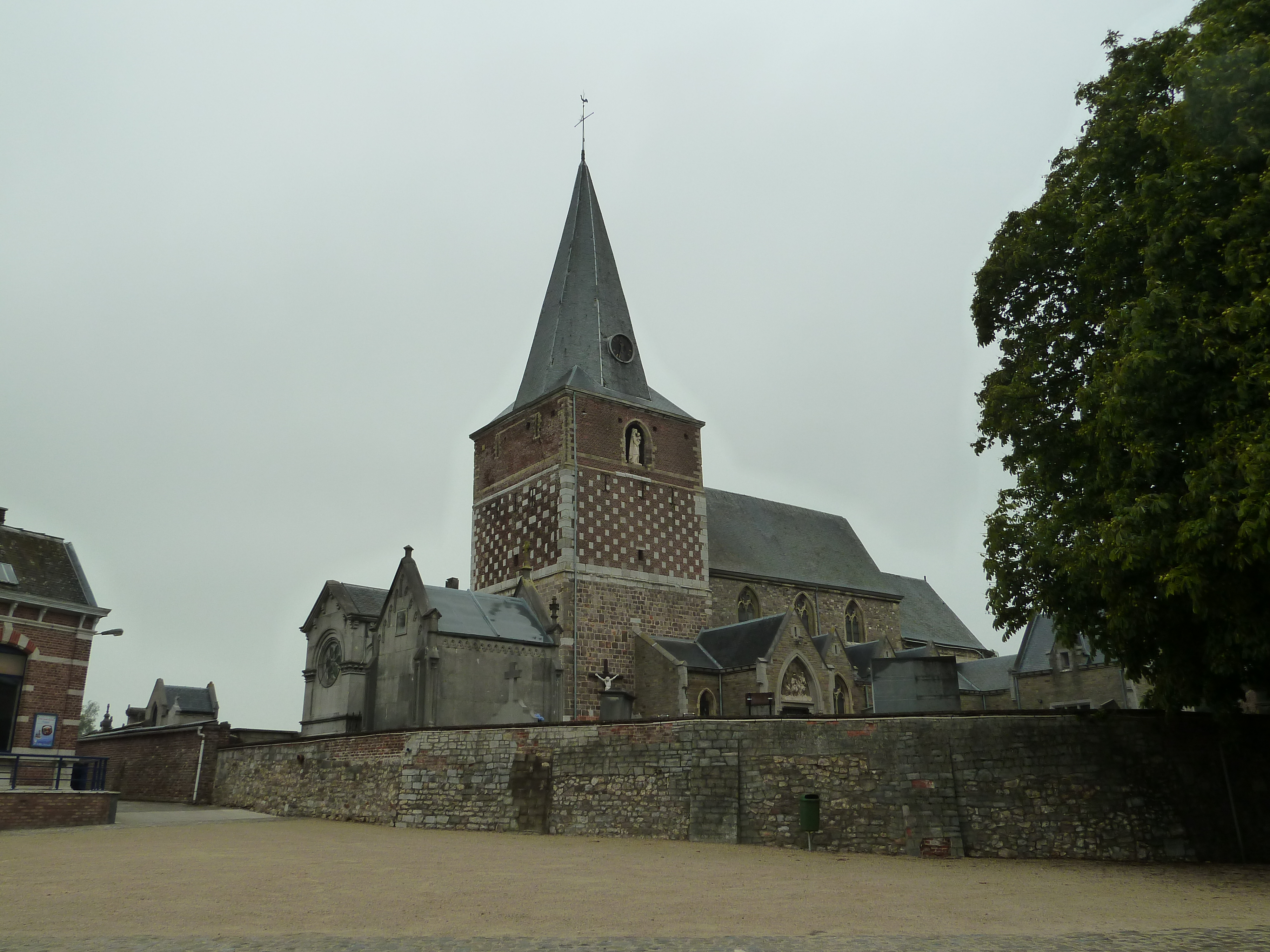
Kerk met gedraaide torenspits
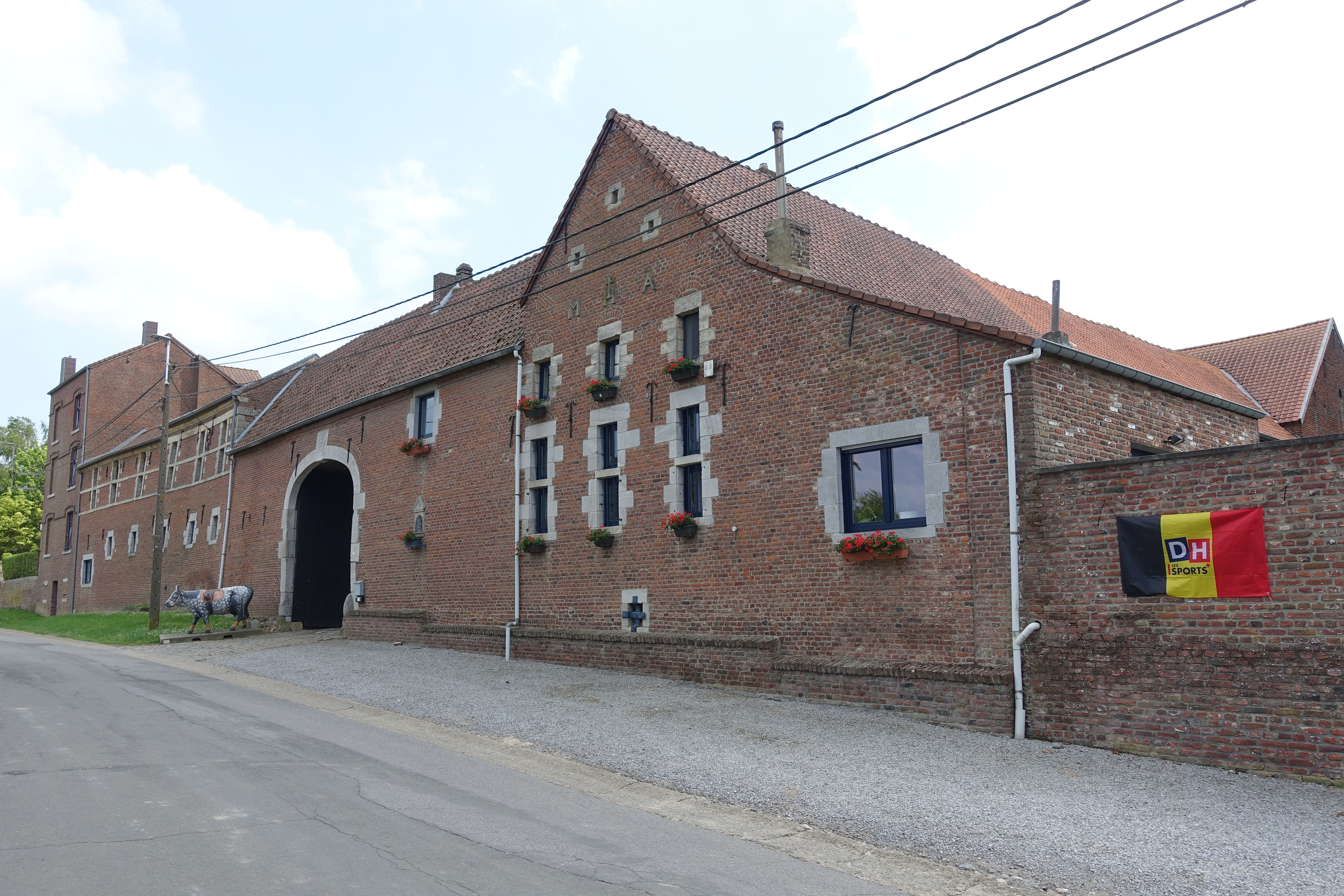
Ferme de Cambretour (Momelette)

## Nabijgelegen kernen
Fize-le-Marsal, Hodeige, Lamine, Jeneffe, Noville, Fexhe-le-Haut-Clocher, Freloux